# Ceraeochrysa lateralis
Ceraeochrysa lateralis is een insect uit de familie van de gaasvliegen (Chrysopidae), die tot de orde netvleugeligen (Neuroptera) behoort. 
Ceraeochrysa lateralis is voor het eerst wetenschappelijk beschreven door Guérin-Méneville in 1844.